# Рудник Булл-Оак
Рудник Булл-Оак (Bull Oak) – колишній гірничодобувний майданчик на заході Австралії, одна з копалень, що виникли на рудному полі Сендстоун.
Родовище золота в районі Булл-Оак виявили у 1906 році, після чого до 1912-го його розробляли старательським способом.
У 1990-му відновили розвідку Булл-Оак, після чого в 1993 – 1994 роках компанія Elmina NL видобула відкритим способом близько трьох сотень кілограмів золота. Далі почалась повномасштабна розробка, яку провадила в 1994 – 1999 роках компанія Herald Resources. Вона спорудила значно більший кар’єр та вилучила 1,9 млн тонн руди, що дозволило отримати 3,9 тонни золота.